# Jaisalmer (distrikt)
Jaisalmer är ett distrikt i den indiska delstaten Rajasthan. Den administrativa huvudorten är staden Jaisalmer. Distriktet är beläget i Tharöknen, med gräns mot Pakistan i väster, och är det till ytan största distriktet i delstaten. Befolkningen uppgick till en halv miljon invånare vid folkräkningen 2001, vilket gör den till Rajasthans befolkningsmässigt minsta och samtidigt mest glesbefolkade distrikt.

## Administrativ indelning
Distriktet är indelat i tre tehsil, en kommunliknande administrativ enhet:
- Fatehgarh
- Jaisalmer
- Pokaran

## Urbanisering
Distriktets urbaniseringsgrad uppgick till 15,03 % vid folkräkningen 2001. De enda städerna i distriktet är huvudorten Jaisalmer samt Pokaran.